# Studija Beljavskog (2008.)
Studija Beljavskog iz 2008. godine je šahovska kompozicija koju je te godine objavio ukrajinski i slovenski velemajstor Aleksandar Beljavski.
|   | a | b | c | d | e | f | g | h |   |
| 8 | d8 black queen · f8 black king · a7 black pawn · d7 black rook · f7 black pawn · h7 white rook · c6 black pawn · e6 black knight · h6 white king · a5 white knight · d5 black rook · e5 black pawn · f3 white pawn · g3 white pawn · b1 white queen · d1 white knight | d8 black queen · f8 black king · a7 black pawn · d7 black rook · f7 black pawn · h7 white rook · c6 black pawn · e6 black knight · h6 white king · a5 white knight · d5 black rook · e5 black pawn · f3 white pawn · g3 white pawn · b1 white queen · d1 white knight | d8 black queen · f8 black king · a7 black pawn · d7 black rook · f7 black pawn · h7 white rook · c6 black pawn · e6 black knight · h6 white king · a5 white knight · d5 black rook · e5 black pawn · f3 white pawn · g3 white pawn · b1 white queen · d1 white knight | d8 black queen · f8 black king · a7 black pawn · d7 black rook · f7 black pawn · h7 white rook · c6 black pawn · e6 black knight · h6 white king · a5 white knight · d5 black rook · e5 black pawn · f3 white pawn · g3 white pawn · b1 white queen · d1 white knight | d8 black queen · f8 black king · a7 black pawn · d7 black rook · f7 black pawn · h7 white rook · c6 black pawn · e6 black knight · h6 white king · a5 white knight · d5 black rook · e5 black pawn · f3 white pawn · g3 white pawn · b1 white queen · d1 white knight | d8 black queen · f8 black king · a7 black pawn · d7 black rook · f7 black pawn · h7 white rook · c6 black pawn · e6 black knight · h6 white king · a5 white knight · d5 black rook · e5 black pawn · f3 white pawn · g3 white pawn · b1 white queen · d1 white knight | d8 black queen · f8 black king · a7 black pawn · d7 black rook · f7 black pawn · h7 white rook · c6 black pawn · e6 black knight · h6 white king · a5 white knight · d5 black rook · e5 black pawn · f3 white pawn · g3 white pawn · b1 white queen · d1 white knight | d8 black queen · f8 black king · a7 black pawn · d7 black rook · f7 black pawn · h7 white rook · c6 black pawn · e6 black knight · h6 white king · a5 white knight · d5 black rook · e5 black pawn · f3 white pawn · g3 white pawn · b1 white queen · d1 white knight | 8 |
| 7 | d8 black queen · f8 black king · a7 black pawn · d7 black rook · f7 black pawn · h7 white rook · c6 black pawn · e6 black knight · h6 white king · a5 white knight · d5 black rook · e5 black pawn · f3 white pawn · g3 white pawn · b1 white queen · d1 white knight | d8 black queen · f8 black king · a7 black pawn · d7 black rook · f7 black pawn · h7 white rook · c6 black pawn · e6 black knight · h6 white king · a5 white knight · d5 black rook · e5 black pawn · f3 white pawn · g3 white pawn · b1 white queen · d1 white knight | d8 black queen · f8 black king · a7 black pawn · d7 black rook · f7 black pawn · h7 white rook · c6 black pawn · e6 black knight · h6 white king · a5 white knight · d5 black rook · e5 black pawn · f3 white pawn · g3 white pawn · b1 white queen · d1 white knight | d8 black queen · f8 black king · a7 black pawn · d7 black rook · f7 black pawn · h7 white rook · c6 black pawn · e6 black knight · h6 white king · a5 white knight · d5 black rook · e5 black pawn · f3 white pawn · g3 white pawn · b1 white queen · d1 white knight | d8 black queen · f8 black king · a7 black pawn · d7 black rook · f7 black pawn · h7 white rook · c6 black pawn · e6 black knight · h6 white king · a5 white knight · d5 black rook · e5 black pawn · f3 white pawn · g3 white pawn · b1 white queen · d1 white knight | d8 black queen · f8 black king · a7 black pawn · d7 black rook · f7 black pawn · h7 white rook · c6 black pawn · e6 black knight · h6 white king · a5 white knight · d5 black rook · e5 black pawn · f3 white pawn · g3 white pawn · b1 white queen · d1 white knight | d8 black queen · f8 black king · a7 black pawn · d7 black rook · f7 black pawn · h7 white rook · c6 black pawn · e6 black knight · h6 white king · a5 white knight · d5 black rook · e5 black pawn · f3 white pawn · g3 white pawn · b1 white queen · d1 white knight | d8 black queen · f8 black king · a7 black pawn · d7 black rook · f7 black pawn · h7 white rook · c6 black pawn · e6 black knight · h6 white king · a5 white knight · d5 black rook · e5 black pawn · f3 white pawn · g3 white pawn · b1 white queen · d1 white knight | 7 |
| 6 | d8 black queen · f8 black king · a7 black pawn · d7 black rook · f7 black pawn · h7 white rook · c6 black pawn · e6 black knight · h6 white king · a5 white knight · d5 black rook · e5 black pawn · f3 white pawn · g3 white pawn · b1 white queen · d1 white knight | d8 black queen · f8 black king · a7 black pawn · d7 black rook · f7 black pawn · h7 white rook · c6 black pawn · e6 black knight · h6 white king · a5 white knight · d5 black rook · e5 black pawn · f3 white pawn · g3 white pawn · b1 white queen · d1 white knight | d8 black queen · f8 black king · a7 black pawn · d7 black rook · f7 black pawn · h7 white rook · c6 black pawn · e6 black knight · h6 white king · a5 white knight · d5 black rook · e5 black pawn · f3 white pawn · g3 white pawn · b1 white queen · d1 white knight | d8 black queen · f8 black king · a7 black pawn · d7 black rook · f7 black pawn · h7 white rook · c6 black pawn · e6 black knight · h6 white king · a5 white knight · d5 black rook · e5 black pawn · f3 white pawn · g3 white pawn · b1 white queen · d1 white knight | d8 black queen · f8 black king · a7 black pawn · d7 black rook · f7 black pawn · h7 white rook · c6 black pawn · e6 black knight · h6 white king · a5 white knight · d5 black rook · e5 black pawn · f3 white pawn · g3 white pawn · b1 white queen · d1 white knight | d8 black queen · f8 black king · a7 black pawn · d7 black rook · f7 black pawn · h7 white rook · c6 black pawn · e6 black knight · h6 white king · a5 white knight · d5 black rook · e5 black pawn · f3 white pawn · g3 white pawn · b1 white queen · d1 white knight | d8 black queen · f8 black king · a7 black pawn · d7 black rook · f7 black pawn · h7 white rook · c6 black pawn · e6 black knight · h6 white king · a5 white knight · d5 black rook · e5 black pawn · f3 white pawn · g3 white pawn · b1 white queen · d1 white knight | d8 black queen · f8 black king · a7 black pawn · d7 black rook · f7 black pawn · h7 white rook · c6 black pawn · e6 black knight · h6 white king · a5 white knight · d5 black rook · e5 black pawn · f3 white pawn · g3 white pawn · b1 white queen · d1 white knight | 6 |
| 5 | d8 black queen · f8 black king · a7 black pawn · d7 black rook · f7 black pawn · h7 white rook · c6 black pawn · e6 black knight · h6 white king · a5 white knight · d5 black rook · e5 black pawn · f3 white pawn · g3 white pawn · b1 white queen · d1 white knight | d8 black queen · f8 black king · a7 black pawn · d7 black rook · f7 black pawn · h7 white rook · c6 black pawn · e6 black knight · h6 white king · a5 white knight · d5 black rook · e5 black pawn · f3 white pawn · g3 white pawn · b1 white queen · d1 white knight | d8 black queen · f8 black king · a7 black pawn · d7 black rook · f7 black pawn · h7 white rook · c6 black pawn · e6 black knight · h6 white king · a5 white knight · d5 black rook · e5 black pawn · f3 white pawn · g3 white pawn · b1 white queen · d1 white knight | d8 black queen · f8 black king · a7 black pawn · d7 black rook · f7 black pawn · h7 white rook · c6 black pawn · e6 black knight · h6 white king · a5 white knight · d5 black rook · e5 black pawn · f3 white pawn · g3 white pawn · b1 white queen · d1 white knight | d8 black queen · f8 black king · a7 black pawn · d7 black rook · f7 black pawn · h7 white rook · c6 black pawn · e6 black knight · h6 white king · a5 white knight · d5 black rook · e5 black pawn · f3 white pawn · g3 white pawn · b1 white queen · d1 white knight | d8 black queen · f8 black king · a7 black pawn · d7 black rook · f7 black pawn · h7 white rook · c6 black pawn · e6 black knight · h6 white king · a5 white knight · d5 black rook · e5 black pawn · f3 white pawn · g3 white pawn · b1 white queen · d1 white knight | d8 black queen · f8 black king · a7 black pawn · d7 black rook · f7 black pawn · h7 white rook · c6 black pawn · e6 black knight · h6 white king · a5 white knight · d5 black rook · e5 black pawn · f3 white pawn · g3 white pawn · b1 white queen · d1 white knight | d8 black queen · f8 black king · a7 black pawn · d7 black rook · f7 black pawn · h7 white rook · c6 black pawn · e6 black knight · h6 white king · a5 white knight · d5 black rook · e5 black pawn · f3 white pawn · g3 white pawn · b1 white queen · d1 white knight | 5 |
| 4 | d8 black queen · f8 black king · a7 black pawn · d7 black rook · f7 black pawn · h7 white rook · c6 black pawn · e6 black knight · h6 white king · a5 white knight · d5 black rook · e5 black pawn · f3 white pawn · g3 white pawn · b1 white queen · d1 white knight | d8 black queen · f8 black king · a7 black pawn · d7 black rook · f7 black pawn · h7 white rook · c6 black pawn · e6 black knight · h6 white king · a5 white knight · d5 black rook · e5 black pawn · f3 white pawn · g3 white pawn · b1 white queen · d1 white knight | d8 black queen · f8 black king · a7 black pawn · d7 black rook · f7 black pawn · h7 white rook · c6 black pawn · e6 black knight · h6 white king · a5 white knight · d5 black rook · e5 black pawn · f3 white pawn · g3 white pawn · b1 white queen · d1 white knight | d8 black queen · f8 black king · a7 black pawn · d7 black rook · f7 black pawn · h7 white rook · c6 black pawn · e6 black knight · h6 white king · a5 white knight · d5 black rook · e5 black pawn · f3 white pawn · g3 white pawn · b1 white queen · d1 white knight | d8 black queen · f8 black king · a7 black pawn · d7 black rook · f7 black pawn · h7 white rook · c6 black pawn · e6 black knight · h6 white king · a5 white knight · d5 black rook · e5 black pawn · f3 white pawn · g3 white pawn · b1 white queen · d1 white knight | d8 black queen · f8 black king · a7 black pawn · d7 black rook · f7 black pawn · h7 white rook · c6 black pawn · e6 black knight · h6 white king · a5 white knight · d5 black rook · e5 black pawn · f3 white pawn · g3 white pawn · b1 white queen · d1 white knight | d8 black queen · f8 black king · a7 black pawn · d7 black rook · f7 black pawn · h7 white rook · c6 black pawn · e6 black knight · h6 white king · a5 white knight · d5 black rook · e5 black pawn · f3 white pawn · g3 white pawn · b1 white queen · d1 white knight | d8 black queen · f8 black king · a7 black pawn · d7 black rook · f7 black pawn · h7 white rook · c6 black pawn · e6 black knight · h6 white king · a5 white knight · d5 black rook · e5 black pawn · f3 white pawn · g3 white pawn · b1 white queen · d1 white knight | 4 |
| 3 | d8 black queen · f8 black king · a7 black pawn · d7 black rook · f7 black pawn · h7 white rook · c6 black pawn · e6 black knight · h6 white king · a5 white knight · d5 black rook · e5 black pawn · f3 white pawn · g3 white pawn · b1 white queen · d1 white knight | d8 black queen · f8 black king · a7 black pawn · d7 black rook · f7 black pawn · h7 white rook · c6 black pawn · e6 black knight · h6 white king · a5 white knight · d5 black rook · e5 black pawn · f3 white pawn · g3 white pawn · b1 white queen · d1 white knight | d8 black queen · f8 black king · a7 black pawn · d7 black rook · f7 black pawn · h7 white rook · c6 black pawn · e6 black knight · h6 white king · a5 white knight · d5 black rook · e5 black pawn · f3 white pawn · g3 white pawn · b1 white queen · d1 white knight | d8 black queen · f8 black king · a7 black pawn · d7 black rook · f7 black pawn · h7 white rook · c6 black pawn · e6 black knight · h6 white king · a5 white knight · d5 black rook · e5 black pawn · f3 white pawn · g3 white pawn · b1 white queen · d1 white knight | d8 black queen · f8 black king · a7 black pawn · d7 black rook · f7 black pawn · h7 white rook · c6 black pawn · e6 black knight · h6 white king · a5 white knight · d5 black rook · e5 black pawn · f3 white pawn · g3 white pawn · b1 white queen · d1 white knight | d8 black queen · f8 black king · a7 black pawn · d7 black rook · f7 black pawn · h7 white rook · c6 black pawn · e6 black knight · h6 white king · a5 white knight · d5 black rook · e5 black pawn · f3 white pawn · g3 white pawn · b1 white queen · d1 white knight | d8 black queen · f8 black king · a7 black pawn · d7 black rook · f7 black pawn · h7 white rook · c6 black pawn · e6 black knight · h6 white king · a5 white knight · d5 black rook · e5 black pawn · f3 white pawn · g3 white pawn · b1 white queen · d1 white knight | d8 black queen · f8 black king · a7 black pawn · d7 black rook · f7 black pawn · h7 white rook · c6 black pawn · e6 black knight · h6 white king · a5 white knight · d5 black rook · e5 black pawn · f3 white pawn · g3 white pawn · b1 white queen · d1 white knight | 3 |
| 2 | d8 black queen · f8 black king · a7 black pawn · d7 black rook · f7 black pawn · h7 white rook · c6 black pawn · e6 black knight · h6 white king · a5 white knight · d5 black rook · e5 black pawn · f3 white pawn · g3 white pawn · b1 white queen · d1 white knight | d8 black queen · f8 black king · a7 black pawn · d7 black rook · f7 black pawn · h7 white rook · c6 black pawn · e6 black knight · h6 white king · a5 white knight · d5 black rook · e5 black pawn · f3 white pawn · g3 white pawn · b1 white queen · d1 white knight | d8 black queen · f8 black king · a7 black pawn · d7 black rook · f7 black pawn · h7 white rook · c6 black pawn · e6 black knight · h6 white king · a5 white knight · d5 black rook · e5 black pawn · f3 white pawn · g3 white pawn · b1 white queen · d1 white knight | d8 black queen · f8 black king · a7 black pawn · d7 black rook · f7 black pawn · h7 white rook · c6 black pawn · e6 black knight · h6 white king · a5 white knight · d5 black rook · e5 black pawn · f3 white pawn · g3 white pawn · b1 white queen · d1 white knight | d8 black queen · f8 black king · a7 black pawn · d7 black rook · f7 black pawn · h7 white rook · c6 black pawn · e6 black knight · h6 white king · a5 white knight · d5 black rook · e5 black pawn · f3 white pawn · g3 white pawn · b1 white queen · d1 white knight | d8 black queen · f8 black king · a7 black pawn · d7 black rook · f7 black pawn · h7 white rook · c6 black pawn · e6 black knight · h6 white king · a5 white knight · d5 black rook · e5 black pawn · f3 white pawn · g3 white pawn · b1 white queen · d1 white knight | d8 black queen · f8 black king · a7 black pawn · d7 black rook · f7 black pawn · h7 white rook · c6 black pawn · e6 black knight · h6 white king · a5 white knight · d5 black rook · e5 black pawn · f3 white pawn · g3 white pawn · b1 white queen · d1 white knight | d8 black queen · f8 black king · a7 black pawn · d7 black rook · f7 black pawn · h7 white rook · c6 black pawn · e6 black knight · h6 white king · a5 white knight · d5 black rook · e5 black pawn · f3 white pawn · g3 white pawn · b1 white queen · d1 white knight | 2 |
| 1 | d8 black queen · f8 black king · a7 black pawn · d7 black rook · f7 black pawn · h7 white rook · c6 black pawn · e6 black knight · h6 white king · a5 white knight · d5 black rook · e5 black pawn · f3 white pawn · g3 white pawn · b1 white queen · d1 white knight | d8 black queen · f8 black king · a7 black pawn · d7 black rook · f7 black pawn · h7 white rook · c6 black pawn · e6 black knight · h6 white king · a5 white knight · d5 black rook · e5 black pawn · f3 white pawn · g3 white pawn · b1 white queen · d1 white knight | d8 black queen · f8 black king · a7 black pawn · d7 black rook · f7 black pawn · h7 white rook · c6 black pawn · e6 black knight · h6 white king · a5 white knight · d5 black rook · e5 black pawn · f3 white pawn · g3 white pawn · b1 white queen · d1 white knight | d8 black queen · f8 black king · a7 black pawn · d7 black rook · f7 black pawn · h7 white rook · c6 black pawn · e6 black knight · h6 white king · a5 white knight · d5 black rook · e5 black pawn · f3 white pawn · g3 white pawn · b1 white queen · d1 white knight | d8 black queen · f8 black king · a7 black pawn · d7 black rook · f7 black pawn · h7 white rook · c6 black pawn · e6 black knight · h6 white king · a5 white knight · d5 black rook · e5 black pawn · f3 white pawn · g3 white pawn · b1 white queen · d1 white knight | d8 black queen · f8 black king · a7 black pawn · d7 black rook · f7 black pawn · h7 white rook · c6 black pawn · e6 black knight · h6 white king · a5 white knight · d5 black rook · e5 black pawn · f3 white pawn · g3 white pawn · b1 white queen · d1 white knight | d8 black queen · f8 black king · a7 black pawn · d7 black rook · f7 black pawn · h7 white rook · c6 black pawn · e6 black knight · h6 white king · a5 white knight · d5 black rook · e5 black pawn · f3 white pawn · g3 white pawn · b1 white queen · d1 white knight | d8 black queen · f8 black king · a7 black pawn · d7 black rook · f7 black pawn · h7 white rook · c6 black pawn · e6 black knight · h6 white king · a5 white knight · d5 black rook · e5 black pawn · f3 white pawn · g3 white pawn · b1 white queen · d1 white knight | 1 |
|   | a | b | c | d | e | f | g | h |   |

Studija je značajna zbog taktičkog motiva koji je poznat kao „mlin”. Tim više, figura koja „melje” u ovoj je studiji skakač.

## Rješenje studije
1.Th8+ Ke7
forsirano.
2.Sc6:+ Kf6
kako bi se kralja natjeralo na polje f6, sada kralj nema slobodnih polja.
3.Tg8+!!
prijetnja je Tg6+. Najbolji potez za crnog je 3...Dg8:.
4.Df5+!
još jedna žrtva kako bi se kralja istjeralo na čistac. Ne postoji bolji potez od uzimanja 4...Kf5:.
5.Se7+! Te7:
ključan potez kako bi se crne figure dirigirale na nepovoljna polja gdje će geometrija skakača odlučiti partiju.
6.Se3:+
počinje ples skakača. Forsirano slijedi 4...Kf6.
7.Sd5:+ Kf5 8.Se7:+ Kf6 9.Sg8:+ Kf5 10.Se7+ Kf6
sprema se povratak skakača preko polja d5 kako bi se kontrolirala točka f4.
11.Sd5+ Kf5 12.g4#
|   | a | b | c | d | e | f | g | h |   |
| 8 | a7 black pawn · f7 black pawn · e6 black knight · h6 white king · d5 white knight · e5 black pawn · f5 black king · g4 white pawn · f3 white pawn | a7 black pawn · f7 black pawn · e6 black knight · h6 white king · d5 white knight · e5 black pawn · f5 black king · g4 white pawn · f3 white pawn | a7 black pawn · f7 black pawn · e6 black knight · h6 white king · d5 white knight · e5 black pawn · f5 black king · g4 white pawn · f3 white pawn | a7 black pawn · f7 black pawn · e6 black knight · h6 white king · d5 white knight · e5 black pawn · f5 black king · g4 white pawn · f3 white pawn | a7 black pawn · f7 black pawn · e6 black knight · h6 white king · d5 white knight · e5 black pawn · f5 black king · g4 white pawn · f3 white pawn | a7 black pawn · f7 black pawn · e6 black knight · h6 white king · d5 white knight · e5 black pawn · f5 black king · g4 white pawn · f3 white pawn | a7 black pawn · f7 black pawn · e6 black knight · h6 white king · d5 white knight · e5 black pawn · f5 black king · g4 white pawn · f3 white pawn | a7 black pawn · f7 black pawn · e6 black knight · h6 white king · d5 white knight · e5 black pawn · f5 black king · g4 white pawn · f3 white pawn | 8 |
| 7 | a7 black pawn · f7 black pawn · e6 black knight · h6 white king · d5 white knight · e5 black pawn · f5 black king · g4 white pawn · f3 white pawn | a7 black pawn · f7 black pawn · e6 black knight · h6 white king · d5 white knight · e5 black pawn · f5 black king · g4 white pawn · f3 white pawn | a7 black pawn · f7 black pawn · e6 black knight · h6 white king · d5 white knight · e5 black pawn · f5 black king · g4 white pawn · f3 white pawn | a7 black pawn · f7 black pawn · e6 black knight · h6 white king · d5 white knight · e5 black pawn · f5 black king · g4 white pawn · f3 white pawn | a7 black pawn · f7 black pawn · e6 black knight · h6 white king · d5 white knight · e5 black pawn · f5 black king · g4 white pawn · f3 white pawn | a7 black pawn · f7 black pawn · e6 black knight · h6 white king · d5 white knight · e5 black pawn · f5 black king · g4 white pawn · f3 white pawn | a7 black pawn · f7 black pawn · e6 black knight · h6 white king · d5 white knight · e5 black pawn · f5 black king · g4 white pawn · f3 white pawn | a7 black pawn · f7 black pawn · e6 black knight · h6 white king · d5 white knight · e5 black pawn · f5 black king · g4 white pawn · f3 white pawn | 7 |
| 6 | a7 black pawn · f7 black pawn · e6 black knight · h6 white king · d5 white knight · e5 black pawn · f5 black king · g4 white pawn · f3 white pawn | a7 black pawn · f7 black pawn · e6 black knight · h6 white king · d5 white knight · e5 black pawn · f5 black king · g4 white pawn · f3 white pawn | a7 black pawn · f7 black pawn · e6 black knight · h6 white king · d5 white knight · e5 black pawn · f5 black king · g4 white pawn · f3 white pawn | a7 black pawn · f7 black pawn · e6 black knight · h6 white king · d5 white knight · e5 black pawn · f5 black king · g4 white pawn · f3 white pawn | a7 black pawn · f7 black pawn · e6 black knight · h6 white king · d5 white knight · e5 black pawn · f5 black king · g4 white pawn · f3 white pawn | a7 black pawn · f7 black pawn · e6 black knight · h6 white king · d5 white knight · e5 black pawn · f5 black king · g4 white pawn · f3 white pawn | a7 black pawn · f7 black pawn · e6 black knight · h6 white king · d5 white knight · e5 black pawn · f5 black king · g4 white pawn · f3 white pawn | a7 black pawn · f7 black pawn · e6 black knight · h6 white king · d5 white knight · e5 black pawn · f5 black king · g4 white pawn · f3 white pawn | 6 |
| 5 | a7 black pawn · f7 black pawn · e6 black knight · h6 white king · d5 white knight · e5 black pawn · f5 black king · g4 white pawn · f3 white pawn | a7 black pawn · f7 black pawn · e6 black knight · h6 white king · d5 white knight · e5 black pawn · f5 black king · g4 white pawn · f3 white pawn | a7 black pawn · f7 black pawn · e6 black knight · h6 white king · d5 white knight · e5 black pawn · f5 black king · g4 white pawn · f3 white pawn | a7 black pawn · f7 black pawn · e6 black knight · h6 white king · d5 white knight · e5 black pawn · f5 black king · g4 white pawn · f3 white pawn | a7 black pawn · f7 black pawn · e6 black knight · h6 white king · d5 white knight · e5 black pawn · f5 black king · g4 white pawn · f3 white pawn | a7 black pawn · f7 black pawn · e6 black knight · h6 white king · d5 white knight · e5 black pawn · f5 black king · g4 white pawn · f3 white pawn | a7 black pawn · f7 black pawn · e6 black knight · h6 white king · d5 white knight · e5 black pawn · f5 black king · g4 white pawn · f3 white pawn | a7 black pawn · f7 black pawn · e6 black knight · h6 white king · d5 white knight · e5 black pawn · f5 black king · g4 white pawn · f3 white pawn | 5 |
| 4 | a7 black pawn · f7 black pawn · e6 black knight · h6 white king · d5 white knight · e5 black pawn · f5 black king · g4 white pawn · f3 white pawn | a7 black pawn · f7 black pawn · e6 black knight · h6 white king · d5 white knight · e5 black pawn · f5 black king · g4 white pawn · f3 white pawn | a7 black pawn · f7 black pawn · e6 black knight · h6 white king · d5 white knight · e5 black pawn · f5 black king · g4 white pawn · f3 white pawn | a7 black pawn · f7 black pawn · e6 black knight · h6 white king · d5 white knight · e5 black pawn · f5 black king · g4 white pawn · f3 white pawn | a7 black pawn · f7 black pawn · e6 black knight · h6 white king · d5 white knight · e5 black pawn · f5 black king · g4 white pawn · f3 white pawn | a7 black pawn · f7 black pawn · e6 black knight · h6 white king · d5 white knight · e5 black pawn · f5 black king · g4 white pawn · f3 white pawn | a7 black pawn · f7 black pawn · e6 black knight · h6 white king · d5 white knight · e5 black pawn · f5 black king · g4 white pawn · f3 white pawn | a7 black pawn · f7 black pawn · e6 black knight · h6 white king · d5 white knight · e5 black pawn · f5 black king · g4 white pawn · f3 white pawn | 4 |
| 3 | a7 black pawn · f7 black pawn · e6 black knight · h6 white king · d5 white knight · e5 black pawn · f5 black king · g4 white pawn · f3 white pawn | a7 black pawn · f7 black pawn · e6 black knight · h6 white king · d5 white knight · e5 black pawn · f5 black king · g4 white pawn · f3 white pawn | a7 black pawn · f7 black pawn · e6 black knight · h6 white king · d5 white knight · e5 black pawn · f5 black king · g4 white pawn · f3 white pawn | a7 black pawn · f7 black pawn · e6 black knight · h6 white king · d5 white knight · e5 black pawn · f5 black king · g4 white pawn · f3 white pawn | a7 black pawn · f7 black pawn · e6 black knight · h6 white king · d5 white knight · e5 black pawn · f5 black king · g4 white pawn · f3 white pawn | a7 black pawn · f7 black pawn · e6 black knight · h6 white king · d5 white knight · e5 black pawn · f5 black king · g4 white pawn · f3 white pawn | a7 black pawn · f7 black pawn · e6 black knight · h6 white king · d5 white knight · e5 black pawn · f5 black king · g4 white pawn · f3 white pawn | a7 black pawn · f7 black pawn · e6 black knight · h6 white king · d5 white knight · e5 black pawn · f5 black king · g4 white pawn · f3 white pawn | 3 |
| 2 | a7 black pawn · f7 black pawn · e6 black knight · h6 white king · d5 white knight · e5 black pawn · f5 black king · g4 white pawn · f3 white pawn | a7 black pawn · f7 black pawn · e6 black knight · h6 white king · d5 white knight · e5 black pawn · f5 black king · g4 white pawn · f3 white pawn | a7 black pawn · f7 black pawn · e6 black knight · h6 white king · d5 white knight · e5 black pawn · f5 black king · g4 white pawn · f3 white pawn | a7 black pawn · f7 black pawn · e6 black knight · h6 white king · d5 white knight · e5 black pawn · f5 black king · g4 white pawn · f3 white pawn | a7 black pawn · f7 black pawn · e6 black knight · h6 white king · d5 white knight · e5 black pawn · f5 black king · g4 white pawn · f3 white pawn | a7 black pawn · f7 black pawn · e6 black knight · h6 white king · d5 white knight · e5 black pawn · f5 black king · g4 white pawn · f3 white pawn | a7 black pawn · f7 black pawn · e6 black knight · h6 white king · d5 white knight · e5 black pawn · f5 black king · g4 white pawn · f3 white pawn | a7 black pawn · f7 black pawn · e6 black knight · h6 white king · d5 white knight · e5 black pawn · f5 black king · g4 white pawn · f3 white pawn | 2 |
| 1 | a7 black pawn · f7 black pawn · e6 black knight · h6 white king · d5 white knight · e5 black pawn · f5 black king · g4 white pawn · f3 white pawn | a7 black pawn · f7 black pawn · e6 black knight · h6 white king · d5 white knight · e5 black pawn · f5 black king · g4 white pawn · f3 white pawn | a7 black pawn · f7 black pawn · e6 black knight · h6 white king · d5 white knight · e5 black pawn · f5 black king · g4 white pawn · f3 white pawn | a7 black pawn · f7 black pawn · e6 black knight · h6 white king · d5 white knight · e5 black pawn · f5 black king · g4 white pawn · f3 white pawn | a7 black pawn · f7 black pawn · e6 black knight · h6 white king · d5 white knight · e5 black pawn · f5 black king · g4 white pawn · f3 white pawn | a7 black pawn · f7 black pawn · e6 black knight · h6 white king · d5 white knight · e5 black pawn · f5 black king · g4 white pawn · f3 white pawn | a7 black pawn · f7 black pawn · e6 black knight · h6 white king · d5 white knight · e5 black pawn · f5 black king · g4 white pawn · f3 white pawn | a7 black pawn · f7 black pawn · e6 black knight · h6 white king · d5 white knight · e5 black pawn · f5 black king · g4 white pawn · f3 white pawn | 1 |
|   | a | b | c | d | e | f | g | h |   |

Beljavski je s ovom studijom osvojio prvu nagradu na Memorijalu Korolkova.